# Condado de Chautauqua (Kansas)
O Condado de Chautauqua é um dos 105 condados do estado americano de Kansas. A sede do condado é Sedan, e sua maior cidade é Sedan. O condado possui uma área de 1 670 km² (dos quais 8 km² estão cobertos por água), uma população de 4 359 habitantes, e uma densidade populacional de 3 hab/km² (segundo o censo nacional de 2000). O condado foi fundado em 25 de março de 1855.